# Paris–Le Havre
Das Straßenradrennen Paris–Le Havre war ein französisches Eintagesrennen, das von 1898 bis 1937 für Berufsfahrer ausgetragen wurde.

## Geschichte
Paris–Le Havre wurde von 1898 bis 1937 von den Tageszeitungen „Le Sporting“ und „Le Journal“ organisiert. Es galt als Vorläufer des Rennens Critérium national. Paris–Le Havre hatte elf Ausgaben. Der Kurs führte von der französischen Hauptstadt Paris in die nordfranzösische Stadt Le Havre im Département Seine-Maritime in der Region Normandie.

## Palmarès
- 1898  Claude Chapperon
- 1899–1904 nicht ausgetragen
- 1905  Marcel Cadolle
- 1906  André Pottier
- 1907 ?
- 1908–1909 nicht ausgetragen
- 1910  Henri Pélissier
- 1911–1926 nicht ausgetragen
- 1927  Julien Moineau
- 1928  André Leducq
- 1929  Paul Le Drogo
- 1930  Robert Brugère
- 1931–1933 nicht ausgetragen
- 1934  Lucien Lauk
- 1935–1936 nicht ausgetragen
- 1937?